# Monte Oxford (Nunavut)
Il monte Oxford è una montagna situata sull'isola di Ellesmere, nel territorio del Nunavut, Canada, e fa parte della catena montuosa della Cordigliera Artica. Le è stato dato questo nome in onore dell’Università di Oxford.
La prima salita nota venne realizzata nel 1935 da A.W. Moore (a volte indicato con il nome Morris) e Nukapinguaq, un Inuit della Groenlandia, in cui si stimava un'altezza di 2750 m. La reale altezza della vetta è di 2.210 metri sul livello del mare, ma fu stimata solo nel 1957.